# Мезофиты

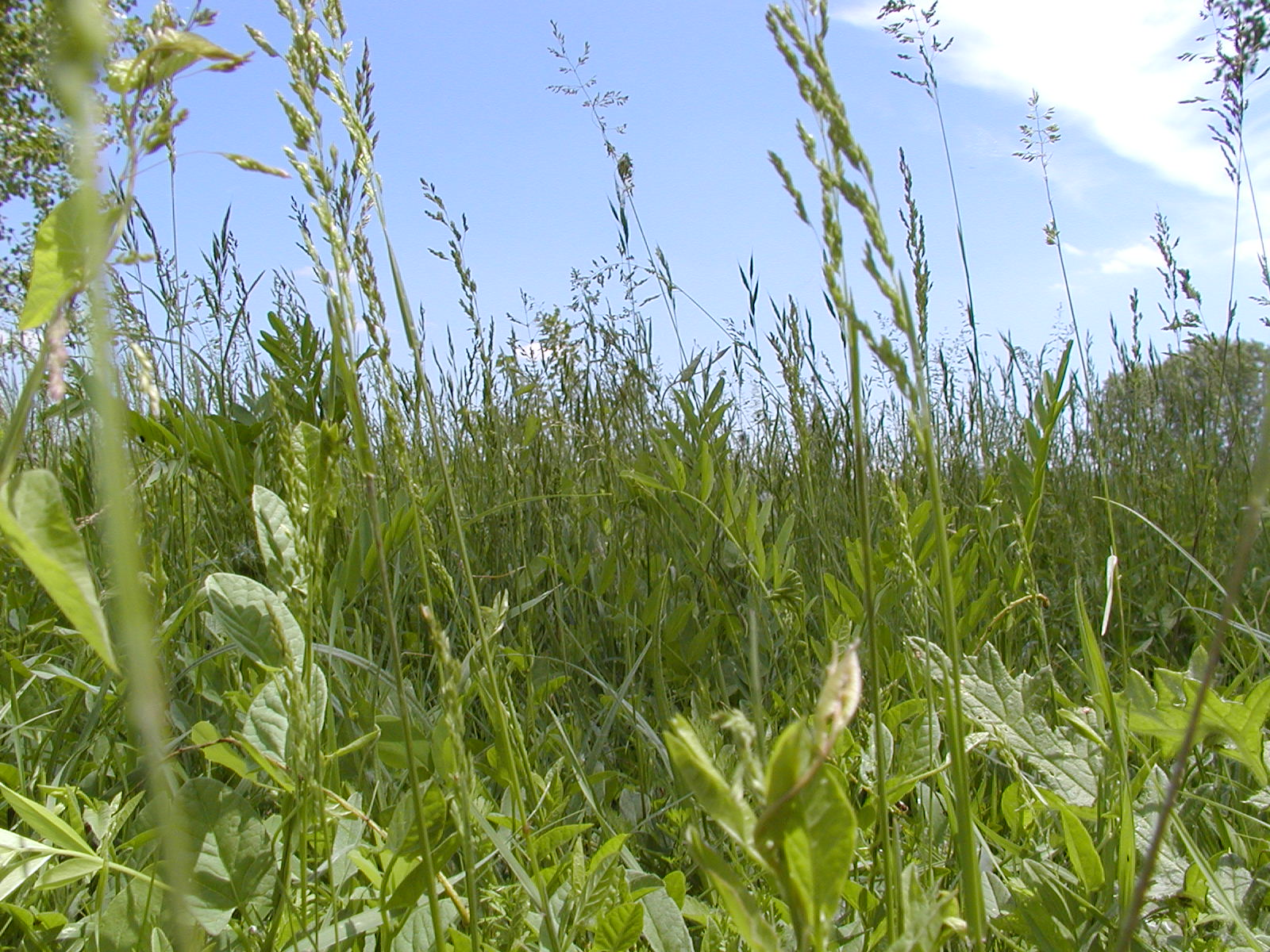
Луговая растительность в Тоскане, Италия

Мезофи́ты (от др.-греч. μέσος — средний + φυτόν — растение) — наземные растения, которые приспособлены к обитанию в среде с более или менее достаточным, но не избыточным увлажнением почвы. Занимают промежуточное положение между гигрофитами и ксерофитами. Образцом среды обитания мезофитов может служить сельский луг в умеренной климатической зоне (примеры растений — разнообразные виды из родов полевица, тимофеевка, ромашка, клевер, золотарник и др.). Помимо луговых трав, в умеренном поясе к мезофитам относятся большинство лесных трав (ландыш, медуница и др.) и листопадные деревья и кустарники (например, бук, сирень, лещина). Однако мезофиты составляют наибольшую экологическую группу наземных растений и распространены шире: от умеренного климатического пояса, в котором преобладают, до тропического сухого.
Мезофиты требуют более или менее непрерывного водоснабжения в период вегетации. Они не терпимы к длительной засухе; ксероморфизм у них отсутствует или недостаточно развит; в чрезвычайных условиях быстро теряют влагу и увядают. К непродолжительным периодам засушливой погоды большинство мезофитов легко адаптируются, но периодически повторяющиеся засушливые циклы и длительные периоды обезвоживания могут привести к увяданию, нарушениям на клеточном уровне — плазмолизу и гибели растений. У мезофитов в среднем умеренная потребность в воде, но может широко варьироваться от вида к виду. У категории мезофитов нет признаков специфической морфологической адаптации, однако они обычно имеют хорошо развитую корневую систему с ветвящимися корнями, а также широкие, плоские и зелёные листья, форма которых весьма разнообразна. Лист более тонкий по сравнению с ксерофитами, иногда с бо́льшим числом устьиц на нижних сторонах листьев, с тонкой кутикулой, волоски на листьях редкие или отсутствуют. В тканях листа обычно хорошо структурирована однослойная паренхима, также как и слой эпидермиса в верхней и нижней части листа.
Мезофиты лугов, степей и других хорошо освещаемых солнцем местообитаний обладают выраженными чертами светолюбивых растений (гелиофиты); мезофиты нижнего яруса лесов теневыносливы и тенелюбивы (сциофиты).
К мезофитам также относят большинство эфемеров — однолетних растений, обитающих в полупустынных и пустынных зонах и завершающих свой жизненный цикл за очень короткий промежуток времени (2 — 4 месяца), то есть за зимне-весенний сезон, когда выпадает достаточное количество осадков.
Подавляющее большинство сельскохозяйственных культур, в том числе важнейшие злаковые (кукуруза сахарная, пшеница) — мезофиты.